# Shoreline
Shoreline è una città di 53.007 abitanti degli Stati Uniti d'America, situata nella Contea di King, nello Stato di Washington.